# The Two Ring Circus
The Two Ring Circus è un album discografico del gruppo musicale britannico Erasure, pubblicato nel 1987 e contenente remix e registrazioni dal vivo.

## Tracce
1. Sometimes (Erasure and Flood Mix)
2. It Doesn't Have to Be (Mix By Pascal Gabriel)
3. Victim of Love (Little Louie Vega Mix)
4. Leave Me to Bleed (Vince Clarke and Eric Radcliffe Mix)
5. Hideaway (Little Louie Vega Mix)
6. Don't Dance (Daniel Miller and Flood Mix)
7. If I Could (Orchestral Arr. & Thanks To Andrew Poppy)
8. Spiralling (Orchestral Arr. & Thanks To Andrew Poppy)
9. My Heart... So Blue (Orchestral Arr. & Thanks To Andrew Poppy)

The Touring Circus (Tracce Bonus)
1. Victim of Love (live)
2. The Circus (live)
3. Spiralling (live)
4. Sometimes (live)
5. Oh L'amour (live)
6. Who Needs Love (Like That) (live)
7. Gimme! Gimme! Gimme! (live)